# Davie Jones and the King Bees
Davie Jones and the King Bees war die frühe Band von Davie Robert Jones alias David Bowie, mit der er 1964 seine erste Single-Veröffentlichung hatte.

## Vorgeschichte: The Kon-Rads
Seine erste Band The Kon-Rads hatte Bowie 1962 im Alter von 15 Jahren gegründet. Sie spielten auf örtlichen Jugendtreffen und Hochzeiten ihren gitarrenbasierten Rock ’n’ Roll und hatten eine wechselnde Besetzung von jeweils vier bis acht Mitgliedern, darunter auch George Underwood.
Die Band nahm im August 1963 einen von Bowie mitkomponierten Song mit dem Titel I Never Dreamed auf. Erst 2018 wurde die einzige bekannte Aufnahme dieser Session in einem alten Brotkorb gefunden. Das für Decca aufgenommene Demo-Tape war von David Hadfield, dem ehemaligen Schlagzeuger der Band, wiederentdeckt worden. Die Aufnahme wurde 2018 im Auktionshaus Omega im Nordwesten Englands für knapp 40.000 Pfund versteigert.
The Kon-Rads waren Bowie zu wenig ambitioniert und er verließ die Band.

## The King Bees
The King Bees entstanden 1964 und neben Bowie (Gesang, Altsaxophon) waren Robert „Bob(by)“ Allen (Schlagzeug), Dave Howard (Bass), George Underwood (Rhythmusgitarre, Mundharmonika, Begleitgesang) und Roger Bluck (Gitarre) Mitglieder. Im gleichen Jahr veröffentlichte die Band am 5. Juli 1964 als Davie Jones with The King Bees ihre einzige Single Liza Jane, die nicht sehr erfolgreich war.
Als Davie Jones versuchte David Robert Jones dann 1965 noch Erfolg mit den Manish Boys (hier auch als Davy Jones) und Lower Third (auch Davie Jones and the Lower 3rd), nahm dann im gleichen Jahr noch den Künstlernamen Tom Jones an, um seine Namensähnlichkeit mit Davy Jones von The Monkees zu vermeiden. Allerdings erschien einige Wochen später das Lied It’s Not Unusual vom gleichnamigen Sänger Tom Jones, sodass er sich schließlich wieder umbenennen musste – letztendlich in David Bowie.

## Nachlass
- Mit dem Namen David Bowie[8] startete Davie Jones seine internationale Karriere, die mit der Veröffentlichung seines Debütalbums David Bowie 1967 begann.
- George Underwood versuchte unter dem Namen Calvin James eine Solokarriere zu starten, kehrte aber zu seinem Kunststudium zurück und arbeitete danach in Designstudios als Illustrator. Er entwarf später die Cover der David-Bowie-Alben Hunky Dory und The Rise and Fall of Ziggy Stardust and the Spiders from Mars.
- 2000 nahm Bowie das Lied Liza Jane für das Album Toy erneut auf, welches aber nie offiziell veröffentlicht wurde, aber 2011 im Internet geleaked wurde.

## Diskografie
- 1964: A-Seite: Liza Jane[9], eine Coverversion des Liedes Li’l Liza Jane der amerikanischen Lyrikerin und Songschreiberin Countess Ada de Lachau.[10] B-Seite: Louie, Go Home, Cover des Liedes von Paul Revere und Mark Lindsay.